# Louisa Walter
Louisa Walter (ur. 2 grudnia 1978 w Düsseldorfie) – niemiecka hokeistka na trawie, mistrzyni olimpijska.
Gra na pozycji bramkarki. Wraz z zespołem narodowym zdobyła m.in. halowe mistrzostwo świata (Lipsk 2003) oraz brąz mistrzostw Europy (Barcelona 2003). Jej największym sukcesem jest tytuł mistrzowski z igrzysk olimpijskich w Atenach w 2004; swój szczególny wkład do tego osiągnięcia wniosła w półfinale z Chinami, kiedy obroniła m.in. dwa rzuty karne.
Sukcesy odnosi także z zespołem klubowym, Berliner HC. W 2005 świętowała mistrzostwo Bundesligi.